# Nikkō (train)
Le Nikkō (日光) est un train express existant au Japon et exploité par les compagnies JR East et Tōbu, qui relie la ville de Tokyo à la ville de Nikkō.

## Gares desservies
Le Nikkō circule de la gare de Shinjuku à la gare de Tōbu Nikkō en empruntant les lignes Yamanote (fret), Tōhoku et Tōbu Nikkō.
| Nom des gares |
| ------------- |
| Shinjuku      |
| Ikebukuro     |
| Urawa         |
| Ōmiya         |
| Tochigi       |
| Shin-Kanuma   |
| Shimo-Imaichi |
| Tōbu Nikkō    |

## Matériel roulant
Les services Nikkō sont effectués par des rames JR East série 253-1000 et par des rames Tōbu série 100 (Spacia Nikkō) depuis mars 2023. Par le passé, ils ont été effectué par des rames séries 189 et 485.

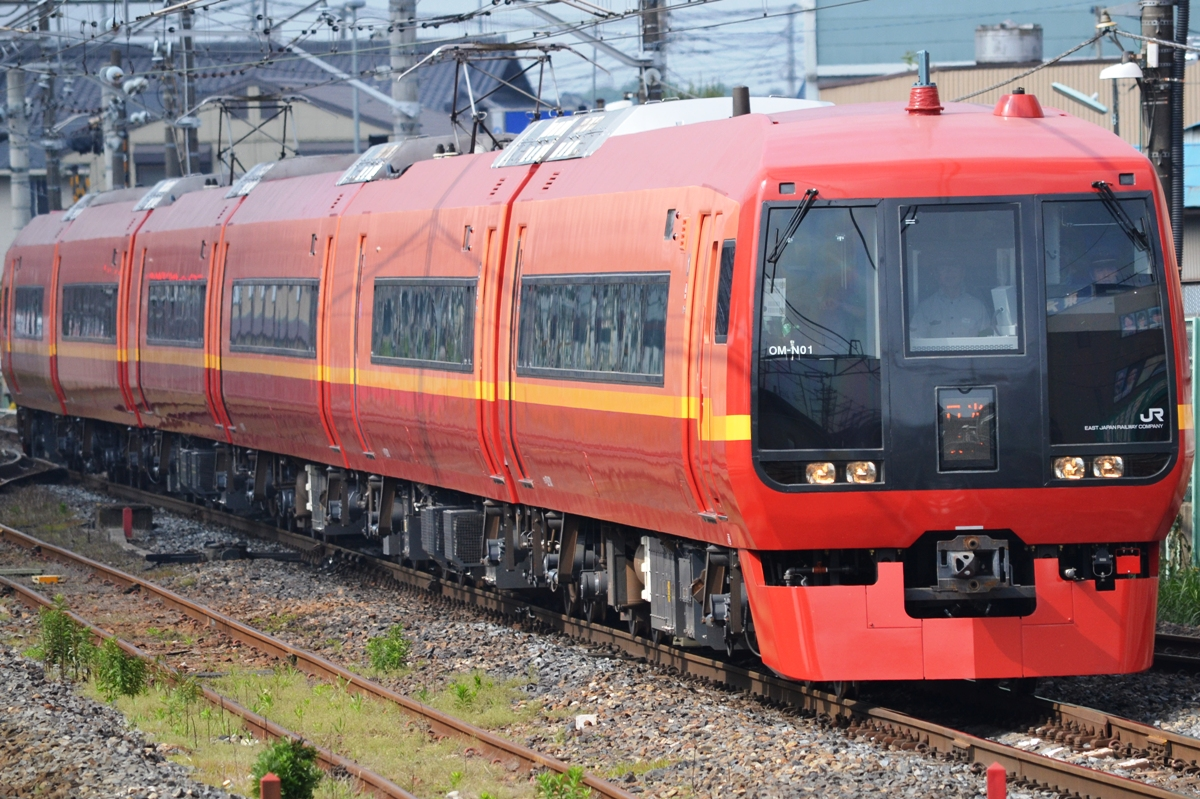
JR East série 253-1000
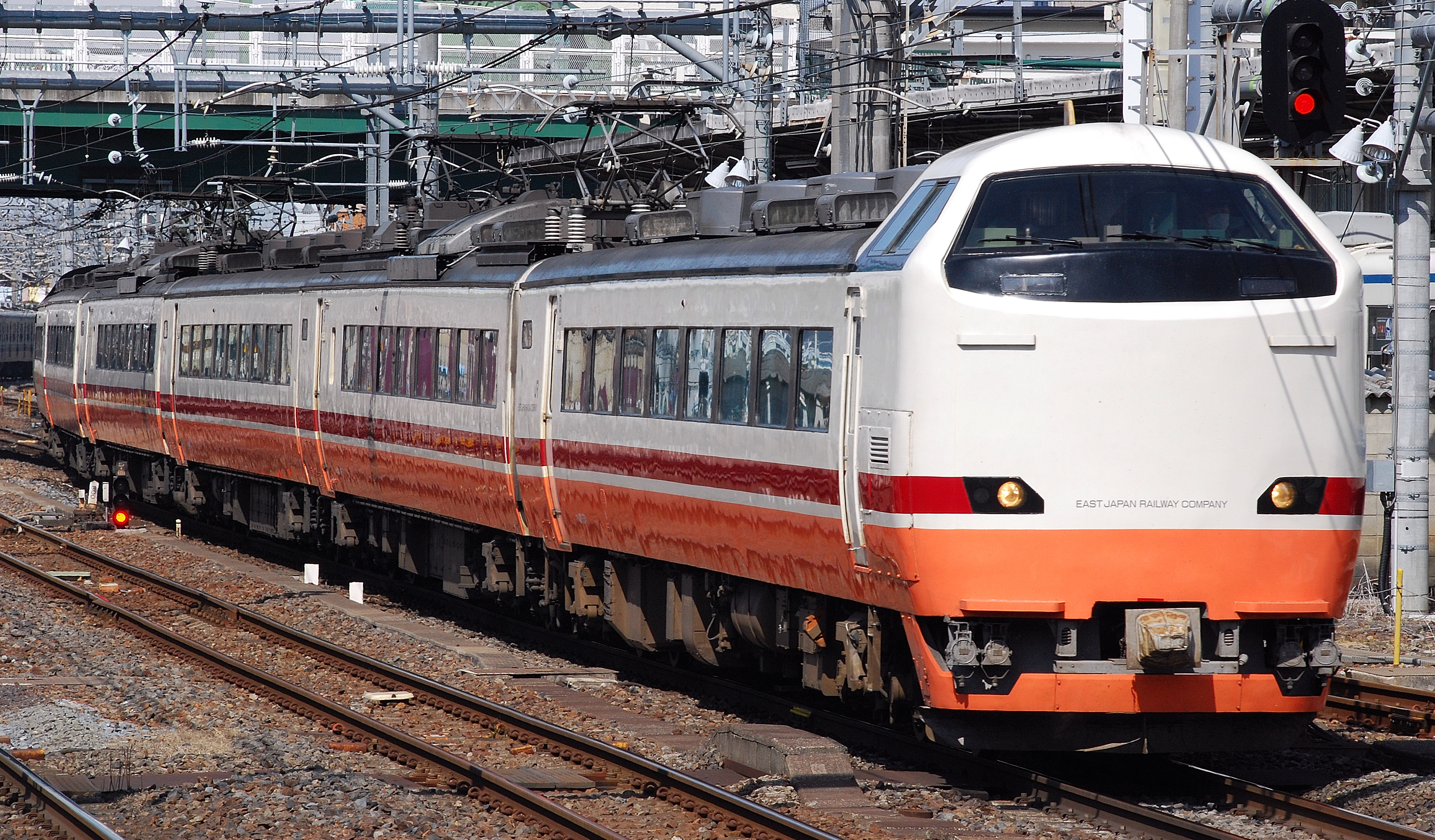
JR East série 485
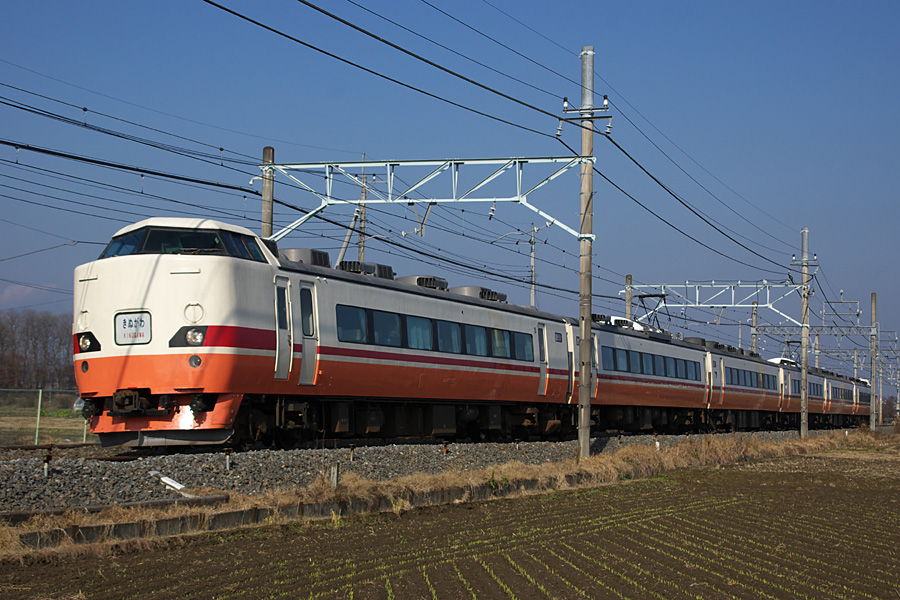
JR East série 189
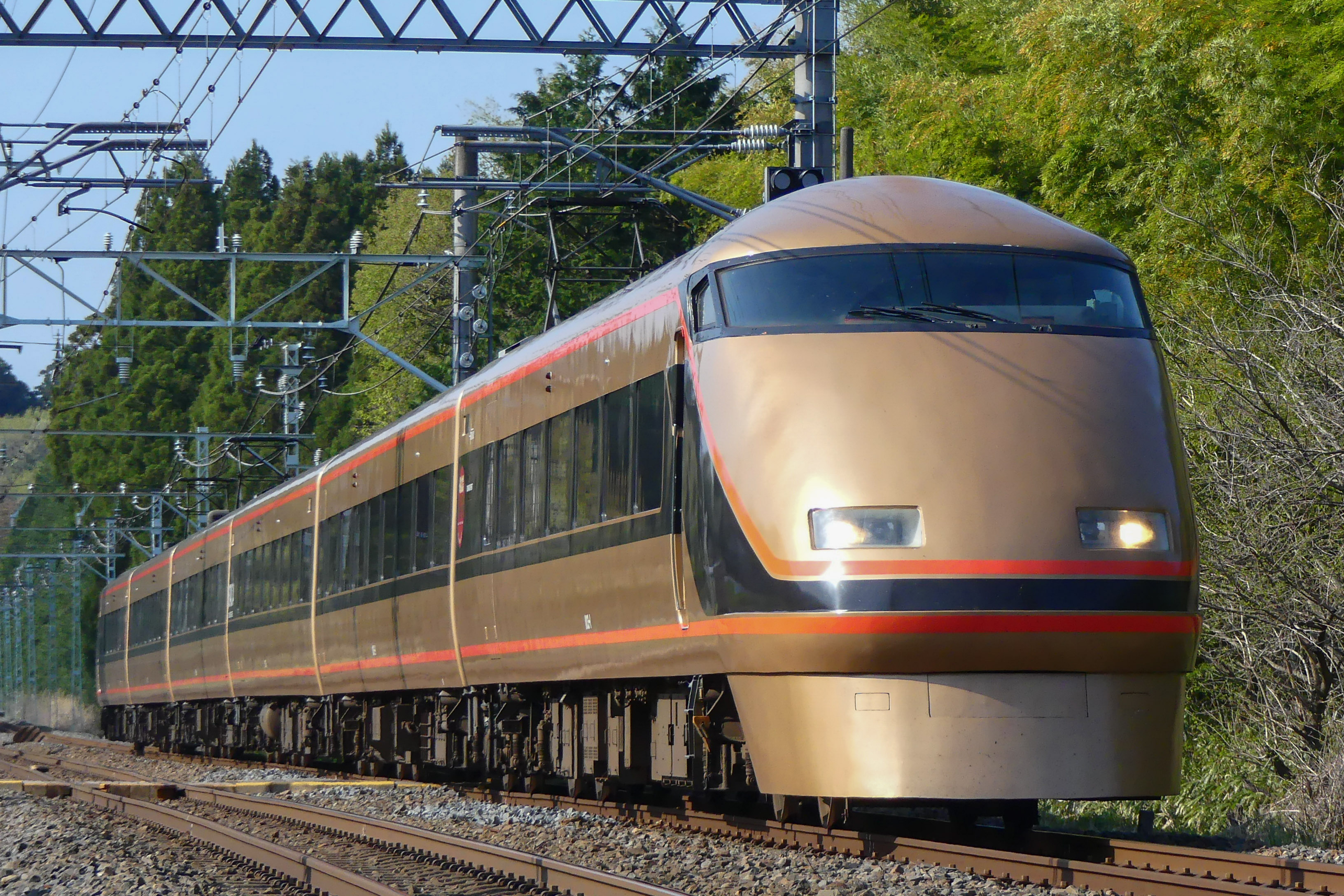
Tōbu série 100

## Composition des voitures
- JR East série 253-1000 :

| N° de voiture | 1       | 2       | 3       | 4       | 5       | 6       |
| Classe        | Réservé | Réservé | Réservé | Réservé | Réservé | Réservé |